# جون لوك (لوست)
جون لوك (بالإنجليزية: John Locke)‏ هو أحد شخصيات المسلسل الأمريكي لوست. يلعب دوره الممثل الأمريكي تيري كوين.

## الشخصية
رجل الإيمان جون لوك أو الصياد جون لوك، يملك مهارات عالية في اقتفاء الأثر وصيد الخنازير البرية في الجزيرة، يؤمن بأن هذه الجزيرة هي جزيرة معجزات. شفي من شلله النصفي بعد تحطم الطائرة